# 1308
1308 (MCCCVIII) fue un año bisiesto comenzado en lunes del calendario juliano.

## Acontecimientos
- 25 de enero, el rey Eduardo II de Inglaterra se casa con Isabel de Francia un mes antes de su coronación, el 25 de febrero.
- 19 de diciembre - Tratado de Alcalá de Henares, acordado entre los reinos de reino de Castilla y Aragón.

## Nacimientos
- Juana III, Condesa de Borgoña.
- Andrea Orcagna, pintor italiano.
- Ramón Berenguer I de Ampurias, príncipe de Aragón.

## Fallecimientos
- 1 de mayo - Alberto I de Habsburgo, duque de Austria y de Estiria.
- Juan Duns Scoto, teólogo escocés.